# Klášter Olivetská hora (Litomyšl)
Klášter Olivetská hora (latinsky Mons oliveti) byl někdejší premonstrátský klášter ve východočeské Litomyšli v místě tzv. Zámeckého návrší, který vznikl roku 1145 z iniciativy olomouckého biskupa Jindřicha Zdíka. Jednalo se o jeden z nejstarších premonstrátských klášterů v českých zemích, který se výrazně zasloužil o rozvoj města. Roku 1344 byl oficiálně zrušen a v jeho areálu vzniklo sídlo nově vytvořeného úřadu litomyšlského biskupa. Objekt byl pak výrazně poničen při husitských válkách a jednotlivé budovy poté nahradil např. zámek Litomyšl či piaristická kolej. 

## Historie

### Vznik
Klášterní areál premonstrátů v Litomyšli založil olomoucký biskup Jindřich Zdík, který řád do Litomyšle pozval. Jeho vznik finančně i politicky podpořili český kníže Vladislav II., jeho manželka Gertruda či olomoucký kníže Ota III. Dětleb. Objekty vyrostly na návrší tzv. Olivetské hory, pojmenované dle biblického vrcholu v Jeruzalémě, patrně na místě dřívějšího benediktinského kláštera z 11. století založeného Břetislavem II.

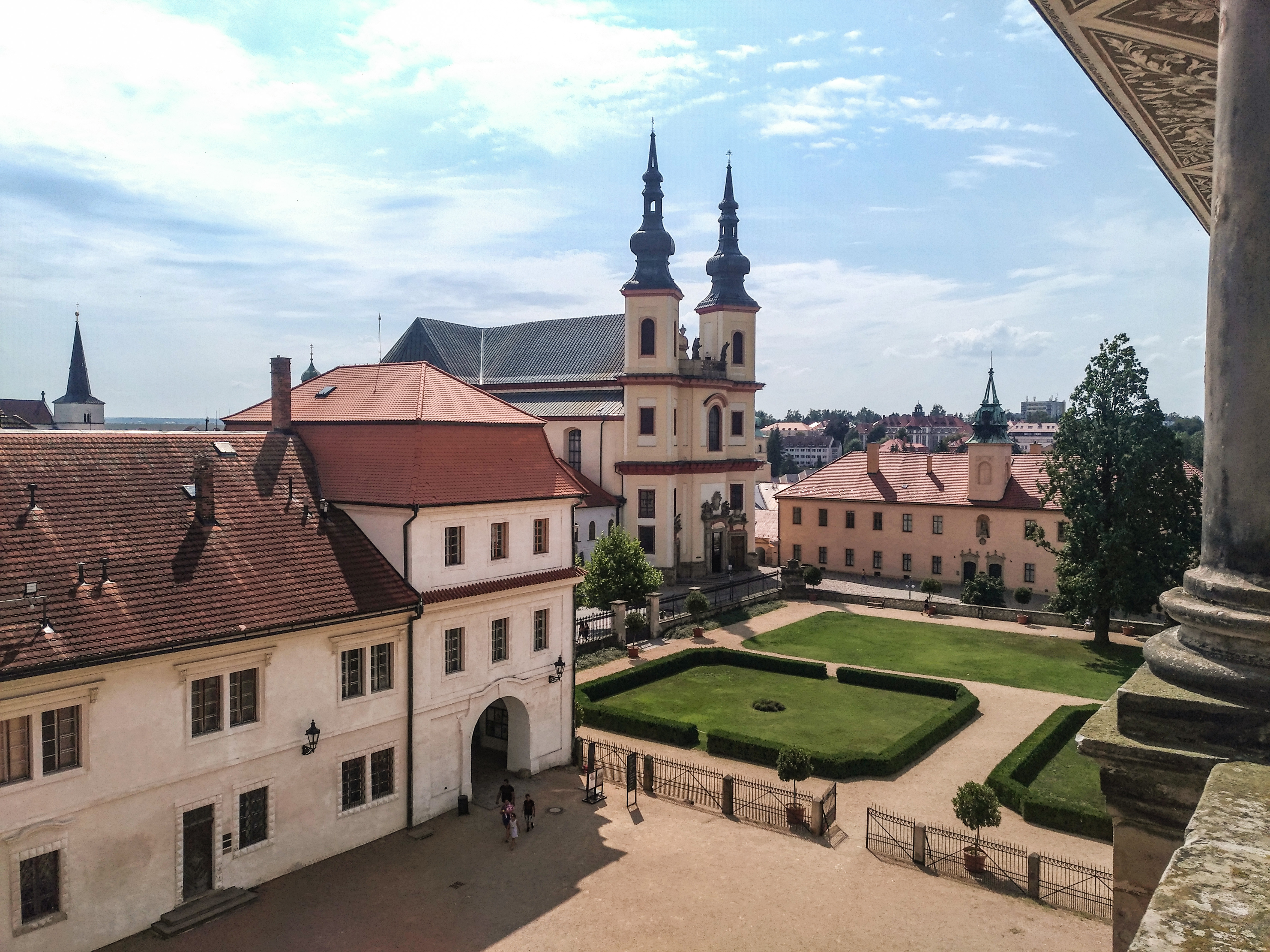
Zámecké návrší v Litomyšli

Jeho prvním opatem se pravděpodobně stal Jan, jenž četnými koupěmi a výhodnými směnami rozmnožil klášterní majetek. Roku 1157 se pak po smrti Jana III. a po rezignaci biskupa Drahoně na výslovné přání Oty III. Dětleba stal olomouckým biskupem a zemřel pak roku 1172. Jeho nástupcem se stal opat Deocarus, zemřelý roku 1160. V pořadí třetí opat Jurata zemřel dne 27. nebo 28. dubna po roce 1184, zmíněný v pramenech pouze jednou. Do roku 1201 je pak uváděn opat Mislen, roku 1218 pak opat Heřman. Zprávy o ostatních členech kláštera jsou potom nejisté.
Premonstráti v Litomyšli dosáhli vysoké úrovně hospodářské a kulturní, a tak bylo sídlo roku 1259 povýšeno na město. Znak města (stříbrná lilie na červeném poli) byla převzata právě ze znaku premonstrátů (zlatá lilie na modrém poli). V roce 1263 byla práva potvrzena Přemyslem Otakarem II., výsady kláštera potvrdil v roce 1305 rovněž i papež Kliment V.

### Biskupství
Díky úspěšné premonstrátské kolonizaci a umístění Litomyšle mezi Prahou a Olomoucí založil Karel IV. v roce 1344 biskupství litomyšlské, čímž byl klášter oficiálně zrušen. Prvním zdejším biskupem se stal opat Olivetské hory Jan (I.). V postavení litomyšlských biskupů dále působili např. Jan ze Středy, Albrecht ze Šternberka či Jan Železný. Místní kostel Panny Marie v klášteře byl povýšen na katedrální. V roce 1356 nechal Jan ze Středy povolat řád augustiniánů, kteří ve městě postavili již druhý klášter, klášter augustiniánů poustevníků. Jen o rok později se utvořily ve městě cechy.

### Stavební zánik
Klášter byl výrazně poničen během husitských válek, když husité napadli město ve dvou vlnách: v letech 1421, kdy ji dobylo regulérní vojsko, a 1425, kdy ji obsadil tzv. sirotčí svaz. Město útočníci poškodili také kvůli vystupování Jana Železného na Kostnickém koncilu proti Janu Husovi. Klášter pak již nebyl obnoven. Po skončení válek připadlo panství rodu Kostkům z Postupic, kteří klášterní objekty a někdejší sídlo biskupství přestavěli na hrad a později pak zámek. V době působení Jednoty bratrské ve městě v 15. a 16. století byla roku 1503 v objektu kláštera založena Pavlem Meziříčským první tiskárna ve městě, vůbec pátá na území dnešní České republiky, produkující především náboženské texty (vč. Husových). Na místě kláštera pak vyrostl zámek vystavěný Pernštejny a roku 1640 také objekty piaristické koleje. 